# Гафуровська сільська рада
Гафу́ровська сільська рада (рос. Гафуровский сельский совет) — муніципальне утворення у складі Туймазинського району Башкортостану, Росія. Адміністративний центр — село Дуслик.

## Населення
Населення — 4180 осіб (2019, 3921 у 2010, 3424 у 2002).

## Склад
До складу поселення входять такі населені пункти:
| Населений пункт       | Населення, осіб (2002) | Населення, осіб (2010) |
| --------------------- | ---------------------- | ---------------------- |
| Воздвиженка, присілок | 94                     | 232                    |
| Гафурово, село        | 990                    | 1083                   |
| Дуслик, село          | 1903                   | 2145                   |
| Кизил-Таш, присілок   | 26                     | 26                     |
| Нікітинка, присілок   | 296                    | 303                    |
| Тімірово, присілок    | 115                    | 132                    |